# カラ競馬場
カラ競馬場（カラけいばじょう、Curragh Racecourse）は、アイルランドのキルデア県にある競馬場。アイルランド競馬の発祥地であり、同国で施行されるG1レース13のうち11が開催される。

## 概要
カラ競馬場はキルデア州に位置し、アイルランドの首都ダブリンから南西におよそ40kmの距離にある。調教場などの関連施設を含めたターフクラブの管理地は330万平方メートルにもおよぶ。
レースは例年3月から10月にかけて合計19日開催され、アイルランドで施行されるG1レース13のうち11が開催される。また、アイルランドの5大クラシック競走はすべてカラで施行されることもあり、アイルランド競馬を象徴する存在として知られている。
「カラ」（Curragh）はゲール語で「馬を走らせる場所」を意味する。

## 歴史
カラ競馬場の歴史は古く、アイルランド競馬発祥の地と評されるなど、長らくアイルランド競馬の中心地であり続けた。
アイルランドではキリスト教伝来以前から王侯貴族のみならず一般庶民の間でも結婚式や葬式などの集会ごとの余興として競馬が行われていた。特に現在のカラ競馬場がある地域で行われていたものは当時「リフィのカラ」（リフィ湖畔のカラ平野）や「カラ・オブ・レーシズ」として知られていた。そのような背景からゲール語の「Currech」（カラクス）は競馬場を指す一般名詞であった。また、カラ周辺では3世紀には戦車を用いたレースが行われていたという。現代競馬に近い形の競馬は遅くとも17世紀後半には行われており、当時この地域の総督だったクラレンドン伯はカラ競馬場について、「競馬が行われる共有の草地はニューマーケットよりはるかに立派である」と述べている。
カラにおいて記録が残っている最古の競馬開催は1741年のことで、英国で競馬成績書（レーシング・カレンダー）を出版していたジョン・チェニーの手によるものであった。また、1950年頃のカラには既に常設の厩舎や、現在で言うところのスタンドのような建物が建てられていたという。1787年にはカラで初めてのハンデ競走が施行された。1868年には議会によってカラ一帯の地域が共有放牧地として認められ、競走および調教にカラを使用する権利が保護された。これによって正式に現在に続くカラ競馬場が誕生した。1866年には第1回アイリッシュダービーが開催された。
2017年から2019年にかけて大きな工事が行われ、新たなスタンドやレストラン、競馬博物館などが建てられた。

## コース形態
カラ競馬場のコースは平地用の芝コースのみである。形状は馬蹄型で右回り。なお、アイルランドで平地用のコースしかない競馬場はカラとレイタウン競馬場のみであり、ほとんどの競馬場は平地コースと障害コースが併設されている。
向正面は「プレートコース」「ダービーコース」「内回りコース」の3つから成り、プレートコースを使うことで最大3200メートルまで施行できる。また、スタンド側には最大1400メートルの「直線コース」と、直線コースの1300メートル付近から分岐する「1600メートルコース」がある。直線の入り口は平坦だが最後の2ハロンは緩やかながらも上り坂が続くため、急坂で知られるエプソム競馬場ほどではないにしろ、どのコースでも高いスタミナが要求される。

## 重賞競走
先述の通りカラ競馬場ではアイルランドで施行されるG1レース13のうち11が開催されている。また、同国のクラシック競走はすべてカラで施行されている。下記リストの出典はホースレーシングアイルランドによる。太字はクラシック競走。
G1
- アイリッシュ2000ギニー
- アイリッシュ1000ギニー
- タタソールズゴールドカップ
- プリティーポリーステークス
- アイリッシュダービー
- アイリッシュオークス
- フェニックスステークス
- アイリッシュセントレジャー
- フライングファイブステークス
- モイグレアスタッドステークス
- ヴィンセントオブライエンステークス

G2
- ムーアズブリッジステークス
- グリーンランズステークス（英語版）
- リッジウッドパールステークス（英語版）
- バランシーンステークス
- レイルウェイステークス（英語版）
- サファイアステークス（英語版）
- カラカップ（英語版）
- ミンストレルステークス（英語版）
- フューチュリティステークス（英語版）
- デビュタントステークス
- ブランドフォードステークス（英語版）
- ベレスフォードステークス（英語版）

G3
- パークエクスプレスステークス（英語版）
- アレッジドステークス（英語版）
- グラッドネスステークス（英語版）
- アサシステークス（英語版）
- マーブルヒルステークス（英語版）
- ガリニュールステークス（英語版）
- インターナショナルステークス（英語版）
- アングルシーステークス（英語版）
- ラスブライドステークス（英語版）
- フェニックススプリントステークス（英語版）
- ロイヤルホイップステークス（英語版）
- バリーカレンステークス（英語版）
- フレイムオブタラステークス（英語版）
- ラウンドタワーステークス（英語版）
- スノーフェアリーステークス（英語版）
- ウェルドパークステークス（英語版）
- ルネサンスステークス（英語版）
- シルケングライダーステークス（英語版）
- ラフブラウンステークス（英語版）